# Zaczepyliwka
Zaczepyliwka – osiedle typu miejskiego w obwodzie charkowskim Ukrainy, siedziba władz rejonu zaczepyliwskiego.

## Historia
Miejscowość powstała w połowie XVIII wieku.
W 1933 roku zaczęto wydawać gazetę.
Osiedle typu miejskiego od 1968.
W 1989 liczyła 5130 mieszkańców.
W 2013 liczyła 3753 mieszkańców.